# لويس ريغييرو
لويس ريغييرو (بالإسبانية: Luis Regueiro Urquiola) هو لاعب كرة قدم مكسيكي في مركز الوسط، ولد في 22 ديسمبر 1943 في مدينة مكسيكو في المكسيك. شارك مع منتخب المكسيك لكرة القدم. أما مع النوادي، فقد لعب مع نادي أونيفرسيداد ناسيونال ونادي ديبورتيفو تولوكا ونادي نيكاكسا.

## وصلات خارجية
- لويس ريغييرو على موقع الاتحاد الدولي (مؤرشف)  (الإنجليزية)
- لويس ريغييرو على موقع قاعدة بيانات كرة القدم.إي يو (الإنجليزية)
- لويس ريغييرو على موقع ناشيونال فوتبول تيمز (الإنجليزية)
- لويس ريغييرو على موقع عالم كرة القدم.نت (الإنجليزية)
- لويس ريغييرو على موقع أوليمبيديا (الإنجليزية)